# Styczeń 2020

## 31 stycznia
- O godzinie 23:00 GMT (czyli o północy z 31 stycznia na 1 lutego 2020 czasu środkowoeuropejskiego) Wielka Brytania opuściła Unię Europejską[1].
- W trakcie demontażu dachu Petersburskiego Kompleksu Sportowo-Koncertowego, doszło do katastrofy budowlanej, w której zginął jeden z robotników, a 80% ścian obiektu uległo zawaleniu[2][3].

## 26 stycznia
- W katastrofie helikoptera w Calabasas zginął były koszykarz i legenda NBA Kobe Bryant[4].
- W mistrzostwach Europy w piłce ręcznej mężczyzn triumfowała reprezentacja Hiszpanii[5].

## 24 stycznia
- Co najmniej 14 osób zginęło, a ponad 300 zostało rannych podczas trzęsienia ziemi o magnitudzie 6,9 na wschodzie Turcji. Epicentrum znajdowało się w pobliżu miasteczka Sivrice we wschodniej części prowincji Elazığ, natomiast hipocentrum znajdowało się na głębokości 10 km. W wyniku wstrząsu zawaliło się wiele budynków[6].
- W wyniku strzelaniny w niemieckiej miejscowości Rot am See zginęło sześć osób. Sprawcą był 26-letni obywatel RFN, spokrewniony ze wszystkimi ofiarami[7].

## 23 stycznia
- Przez Hiszpanię przeszedł sztorm Gloria. Nie żyje dziewięć osób, a kolejne pięć uważa się za zaginione. Dwa dni temu wiatr wiał z prędkością 146 km/h[8].
- Bulletin of the Atomic Scientists na Uniwersytecie Chicagowskim opublikował najnowsze wskazania „zegara zagłady”. Według raportu, zegar wskazuje godzinę 23:58:20, będąc wynikiem najbliżej północy od początku jego istnienia w 1947 roku[9][10].

## 22 stycznia
- Po intensywnych pożarach w Australii w stanie Wiktoria odkryto rozległe kanały wodne zbudowane przez rdzenny lud Gunditjmara, stworzone ponad 6600 lat temu. System ten był wykorzystywany m.in. do łapania węgorzy[11].
- W austriackim Graz rozpoczęły się Mistrzostwa Europy w Łyżwiarstwie Figurowym 2020[12].

## 21 stycznia
- Sześć osób zginęło a kilkadziesiąt zostało rannych w antyrządowych protestach w Iraku. Wśród ofiar jest dwóch policjantów i czterech cywili. Irakijczycy protestują przeciwko biedzie i korupcji władz kraju[13].
- Weszła w życie brytyjsko-amerykańska umowa o ochronie znajdującego się w wodach międzynarodowych wraku RMS Titanic. Ma ona zapobiec eksplorowaniu wraku bez zezwolenia[14].

## 20 stycznia
- Wielka Brytania opracowuje myśliwiec szóstej generacji o nazwie "Stealth Tempest", mający poruszać się z prędkością ponad 6000 km/h. Projekt tworzą BAE Systems, Rolls-Royce, Leopard i MBDA. Pierwszy prototyp ma być zaprezentowany w 2025 roku. Według planu koszt odrzutowca będzie wynosił ok. 100 mln funtów i będzie gotowy do 2035 roku[15].

## 18 stycznia
- Wojna domowa w Jemenie: Co najmniej 111 osób zginęło w ataku rakietowym na wojskowy obóz szkoleniowy al-Estiqbal w Jemenie w muhawazie Marib. Prezydent Jemenu Abd Rabbuh Mansur Hadi o atak oskarżył szyickich bojowników z Ruchu Huti[16][17].

## 17 stycznia
- Premier Ukrainy Ołeksij Honczaruk podał się do dymisji z powodu nagrania, na którym premier miał krytykować prezydenta Zełenskiego. Rząd kontynuował pracę do czasu decyzji prezydenta, jeszcze tego samego dnia dymisja została odrzucona[18][19][20].

## 16 stycznia
- Stanowisko premiera Federacji Rosyjskiej objął Michaił Miszustin. W głosowaniu w Dumie poparło go 383 na 450 deputowanych, 41 wstrzymało się od głosu, nikt nie zagłosował przeciw. Nominację tego samego dnia podpisał prezydent Federacji Rosyjskiej Władimir Putin. Ustępujący premier Dmitrij Miedwiediew został mianowany przez prezydenta Putina na stanowisko zastępcy przewodniczącego Rady Bezpieczeństwa Federacji Rosyjskiej[21].

## 15 stycznia
- Premier Rosji Dmitrij Miedwiediew podał się do dymisji[22][23].

## 13 stycznia
- Na Litwie obchodzono Dzień Obrońców Wolności upamiętniający wydarzenia styczniowe z 1991 roku[24].
- Ogłoszono nominacje do Oscarów, 11 nominacji otrzymał film Joker[25].
- Prawnik Robert Abela został zaprzysiężony na premiera Malty[26].

## 11 stycznia
- Wybory prezydenckie w Republice Chińskiej wygrała urzędująca prezydentka Tsai Ing-wen, zdobywając 57% głosów[27].

## 8 stycznia
- Irańskie wojska lotnicze omyłkowo zestrzeliły pasażerski samolot Boeing 737-800 linii Ukraine International Airlines ze 176 osobami na pokładzie na pokładzie (nikt nie przeżył katastrofy)[28].

## 7 stycznia
- Na kanclerza Austrii zaprzysiężono Sebastiana Kurza wraz z jego gabinetem[29].
- W czasopiśmie Nature opublikowano odkrycie naukowców z Uniwersytetu Harwarda: zidentyfikowano nową, dużą strukturę gazową w Drodze Mlecznej i nazwano ją Falą Radcliffe’a. Odkrycia dokonano na podstawie danych zebranych przez sondę kosmiczną Gaia Europejskiej Agencji Kosmicznej[30][31].

## 6 stycznia
- W wyniku pożaru hospicjum w Chojnicach zmarły cztery osoby, a 24 trafiły do szpitala; poszkodowani to 20 pacjentów, dwie pracowniczki hospicjum i dwóch policjantów. Pożar gasiło 14 zastępów straży pożarnej oraz policja i służby medyczne[32].
- Polak Dawid Kubacki wygrał 68. Turniej Czterech Skoczni[33].

## 5 stycznia
- Odbyła się 77. ceremonia wręczenia Złotych Globów, podczas której za najlepszy film dramatyczny uznano 1917, a za komedię lub musical Pewnego razu... w Hollywood[34].
- Zoran Milanović zwyciężył w wyborach prezydenckich w Chorwacji[35].

## 4 stycznia
- W wyniku powodzi w Indonezji zginęły już 53 osoby. Ponadto 173 tys. obywateli zmuszonych było do opuszczenia swych domów w Dżakarcie, ponieważ ogromne obszary tego miasta są zalane. W ponad 10–milionowym mieście nie działa kolej miejska i przerwane zostały dostawy prądu[36].

## 3 stycznia
- W amerykańskim ataku powietrznym w Bagdadzie zginął irański generał Ghasem Solejmani[37].
- Parlament Macedonii Północnej zatwierdził Oliwera Spasowskiego jako premiera kraju[38].

## 1 stycznia
- W noc sylwestrową we Francji zostało podpalonych około 1500 samochodów[39].
- W Krefeld w Nadrenii Północnej-Westfalii spłonęła małpiarnia, w wyniku czego zginęły wszystkie małpy[40].
- Simonetta Sommaruga objęła urząd prezydenta Szwajcarii[41].